# Tam Hiệp, Yên Thế
Tam Hiệp là một xã thuộc huyện Yên Thế, tỉnh Bắc Giang.

## Thông tin địa lý
Xã Tam Hiệp có diện tích: 859,34 ha , dân số năm 1999 là 3.114 người, năm 2008 là 3.306 người.
Địa giới hành chính: 
- Phía Đông giáp các xã Đồng Vương, Đồng Tâm và thị trấn Phồn Xương
- Phía Tây giáp các xã Tam Tiến và Tiến Thắng
- Phía Nam giáp xã Tân Hiệp và thị trấn Phồn Xương
- Phía Bắc giáp xã Tam Tiến.

## Lịch sử
Năm 1994, một phần diện tích tự nhiên và dân số của xã Tam Hiệp và xã Phồn Xương được tách ra để thành lập thị trấn Cầu Gồ.
Năm 2008, một phần diện tích của xã Tam Hiệp (40,26 ha) cùng với một phần diện tích các xã Phồn Xương, Tân Sỏi, Đồng Lạc, Hồng Kỳ, Đồng Vương và dân số của thị trấn Nông trường Yên Thế được tách ra để thành lập xã Đồng Tâm.